# Chrysocentris phaeometalla
Chrysocentris phaeometalla là một loài bướm đêm thuộc họ Glyphipterigidae. Loài này có ở Cộng hòa Dân chủ Congo.